# Musée de la poste et des télécommunications
Le musée de la poste et des télécommunications est un ancien musée de Caen consacré à l'histoire ancienne et récente de la poste et des techniques de communication en Basse-Normandie.

## Histoire
Il a ouvert en 1986 et a été fermé en 2009. Situé dans le centre-ville ancien, il était installé dans l'immeuble du 52 rue Saint-Pierre à Caen.

## Muséographie
Il était composé de cinq salles :
- la salle no 1 sur l'histoire de la poste avant la Révolution française.
- la salle no 2 sur l'histoire de la lettre et de la poste depuis le XIXe siècle.
- la salle no 3 sur la conception, la gravure et la fabrication du timbre-poste.
- la salle no 4 sur les télécommunications.
- la salle no 5 sur le téléphone.

## Fréquentation
| Année | Nombre de visiteurs | Dont gratuités |
| ----- | ------------------- | -------------- |
| 2003  | 7 169               | 4 230          |
| 2004  | 6 909               | 4 221          |
| 2005  | 7 479               | 3 819          |
| 2006  | 6 622               | 3 156          |
| 2007  | 6 745               | 3 167          |
| 2008  | 6 998               | 3 114          |
| 2009  | 3 848               |                |

Pour des raisons techniques, il est temporairement impossible d'afficher le graphique qui aurait dû être présenté ici.